# مسجد قويولارني
مسجد قويولارني ((بالتركية: Kuyularönü Camii)‏) هو مسجد في تركيا في مدينة ألانيا في مقاطعة أنطاليا.